# La hija del mar (película de 1953)
La hija del mar es una película española de drama estrenada en 1953, dirigida por Antonio Momplet y protagonizada en los papeles principales por Virgílio Teixeira, Isabel de Castro y Manuel Luna.
Se trata de una adaptación cinematográfica de la obra teatral La filla del mar de Ángel Guimerá publicada en 1900.

## Sinopsis
Al morir el viejo Antón deja a su hija, Mariona, y a su ahijada, Águeda, recogida en un naufragio, bajo al cuidado de tío Roque. Este, insidiosamente, se adueña de todos los bienes del difunto, convierte a Águeda en la cenicienta de la casa y quiere obligar a Mariona a que se case con su hijo Pablo. Pero Mariona mantiene una relación secreta con Tomás Pedro, un pescador que trabaja para su tío. Para que nadie sospeche de ella urde una estratagema para simular que Tomás Pedro está enamorado de Águeda. La pobre cenicienta se lo cree y, con su bondad y su natural encanto, cautiva realmente a Tomás Pedro. Mariona, al enterarse provoca la muerte de Pablo y recibe su castigo de manos de tío Roque.

## Reparto
- Virgílio Teixeira	como Tomás Pedro
- Isabel de Castro como Mariona
- Manuel Luna como Tío Roque
- Carlos Otero como Pablo
- Nicolás Perchicot como Sacerdote
- Jesús Colomer como Tiburón
- Mercedes de la Aldea como Águeda
- Juny Orly como Catalina
- Emilio Fábregas
- Luis Induni